# Stefan Beyerle

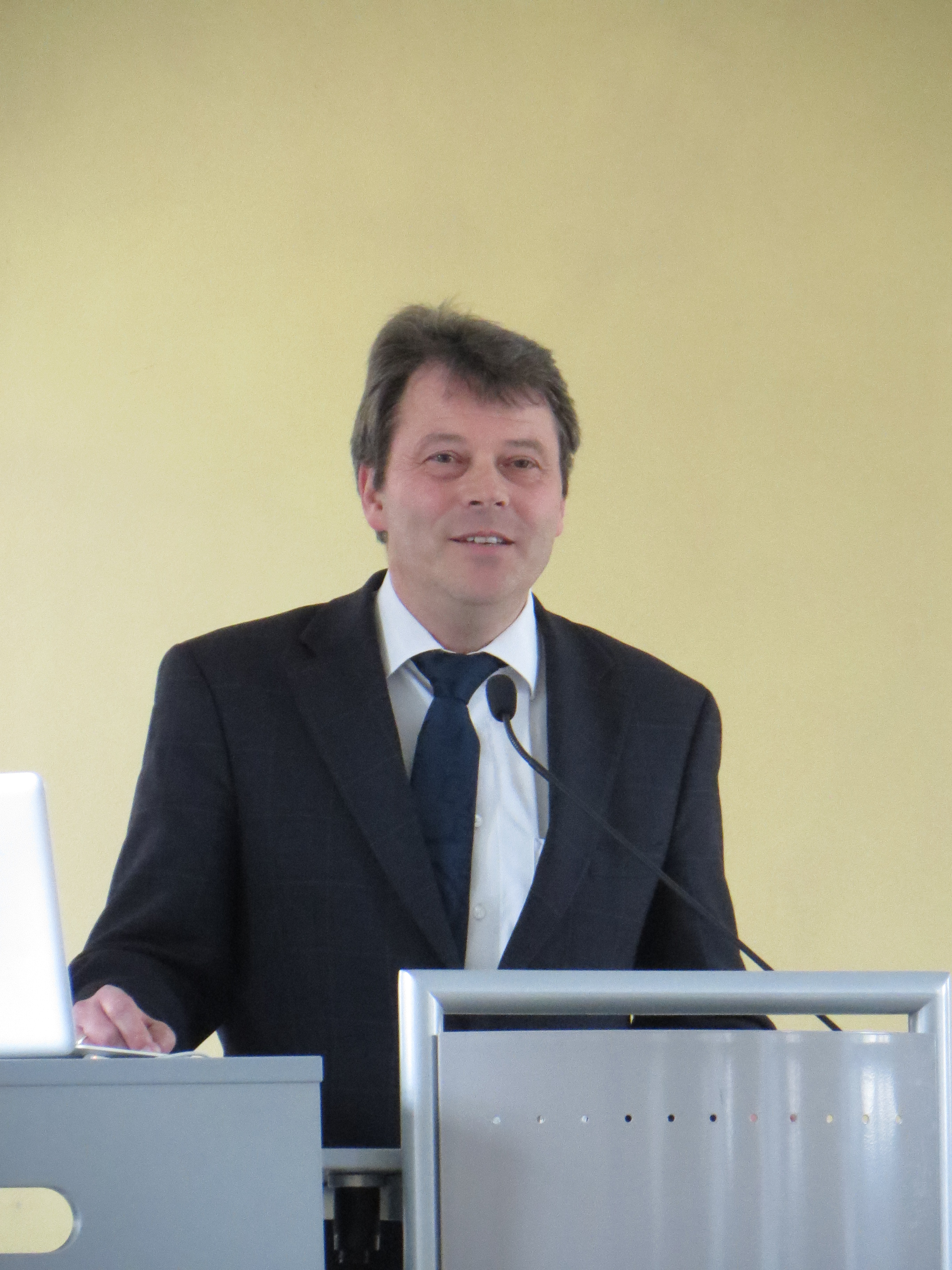
Stefan Beyerle als Dekan der Theologischen Fakultät bei der Eröffnung des Sommersemesters 2014

Stefan Beyerle (* 1964 in Landau in der Pfalz) ist ein deutscher evangelischer Theologe.

## Leben und Wirken
1983 begann Beyerle sein Studium der Evangelischen Theologie, Philosophie und Publizistik, das er 1990 mit dem Ersten Theologischen Examen abschloss. 1997 wurde Beyerle an der Universität Bonn promoviert; 2001 habilitierte er sich dort.
Von 1999 bis 2005 war Beyerle Wissenschaftlicher Assistent an der Carl von Ossietzky Universität Oldenburg. Anschließend absolvierte er bei der Evangelisch-Lutherischen Kirche in Oldenburg sein Vikariat (Zweites Theologisches Examen 2007). Im Februar 2008 wurde er in der Evangelischen Kirche der Pfalz ordiniert.
Seit Mai 2008 ist er an der Universität Greifswald Professor für Altes Testament. 2010 bis 2014 war er Studiendekan der dortigen Theologischen Fakultät. 2013 war er Stipendiat des akademischen Lehrkurses der Organisation Deiahl in Israel und Jordanien.
2014 bis 2016 war er Dekan der Theologischen Fakultät der Universität Greifswald.
Seit 2016 ist er 1. Vorsitzender der Kulturhermeneutischen Sozietät. Denn ein Schwerpunkt seines Arbeitens ist die Kulturhermeneutik, die Verortung der alttestamentlichen Wissenschaft und ihrer Erkenntnisse in kulturelle Zusammenhänge. Seit 2005 gibt er mit Matthias Petzoldt und Michael Roth die Reihe Theologie – Kultur – Hermeneutik bei der Evangelischen Verlagsanstalt in Leipzig heraus.

## Werke
- Der Mosesegen im Deuteronomium: Eine text-, kompositions- und formkritische Studie zu Deuteronomium 33, Beihefte zur Zeitschrift für die alttestamentliche Wissenschaft 250, Berlin / New York 1997.
- mit Günter Mayer und Hans Strauß (Hg.): Recht und Ethos im Alten Testament – Gestalt und Wirkung, Festschrift für Horst Seebass zum 65. Geburtstag, Neukirchen-Vluyn 1999.
- Die Gottesvorstellungen in der antik-jüdischen Apokalyptik, Supplements to the Journal for the Study of Judaism 103, Leiden/Boston 2005.
- mit Michael Roth (Hg.): Geld als bestimmender Faktor menschlicher Existenz, Theologie – Kultur – Hermeneutik 5, Leipzig 2006.
- mit Michael Roth und Jochen Schmidt (Hg.): Schuld. Interdisziplinäre Versuche ein Phänomen zu verstehen, Theologie – Kultur – Hermeneutik 11, Leipzig 2009.
- mit Jörg Frey (Hg.), Qumran aktuell. Texte und Themen der Schriften vom Toten Meer, Biblisch-Theologische Studien 120, Neukirchen-Vluyn 2011.
- mit Axel Graupner und Udo Rüterswörden (Hg.): Viele Wege zu dem Einen. Historische Bibelkritik – Die Vitalität der Glaubensüberlieferung in der Moderne, Biblisch-Theologische Studien 121, Neukirchen-Vluyn 2012.
- mit Heinrich Assel und Christfried Böttrich (Hg.): Beyond Biblical Theologies, Wissenschaftliche Untersuchungen zum Neuen Testament I 295, Tübingen 2012.
- Stefan Beyerle (Hrsg.): Die Erfindung des Menschen. Person und Persönlichkeit in ihren lebensweltlichen Kontexten, Theologie – Kultur – Hermeneutik 21, Leipzig: Evangelische Verlagsanstalt Leipzig, 2016. ISBN 978-3-374-04547-1.